# Does Your Mother Know
A Does Your Mother Know (eredetileg: I Can Do It) a svéd ABBA együttes 1979-ben megjelent második kimásolt kislemeze a Voulez-Vous című stúdióalbumról. A kislemez B. oldalán található Kisses of Fire című dal szintén szerepel a stúdióalbumon. A dal Björn Ulvaeus énekére összpontosít, a vokál többi részét a lányok éneklik.

## Története
A Does Your Mother Know című dal felvételeit 1979 februárjában rögzítették, és áprilisban jelent meg. A dal története az 1950-es, 1960-as évekből egy olyan emberről szól, aki egy sokkal fiatalabb lánnyal kezd el flörtölni.
A dal eltér a legtöbb ABBA daltól, abban az értelemben, hogy az éneket nem Agnetha Fältskog és Anni-Frid Lyngstad éneklik, mint általában, hanem Björn Ulvaeus. Korábban Ulvaeus a Rock Me című dalban énekelt szólóban.
A dalban eredetileg egy 30 másodperces instrumentális felvezetés volt, melyet végül levágtak a felvételből. 1979. március végén felvették a Benny által felvett szintetizátoros bevezetőt. Ezáltal a dal teljesen a disco felé orientálódott.

## Fogadtatása
A dal Belgiumban, az 1. helyre került, és több országban is Top 5-ös slágerlistás helyezést ért el, úgy mint Nagy-Britanniában, Írországban, Hollandiában, Ausztráliában, Kanadában, Németországban. Afrikában, és Svájcban Top 10-es helyezést ért el.
Donald A. Guarisco az AllMusic-tól azt nyilatkozta a dallal kapcsolatban, hogy a dal egyensúlyba hozza a rock elemeit a discoval, egy közös refrénnel fűszerezve.

## Megjelenések
7"  Franciaország Vogue – 45. X. 1173 
- A Does Your Mother Know 3:13
- B Kisses of Fire 3:16

## Slágerlista

### Heti összesítések
| Slágerlista (1979)                                                | Legjobb helyezés |
| ----------------------------------------------------------------- | ---------------- |
| Németország German Singles Chart (Airplay)                        | 1                |
| Belgium Belgian Singles Chart (BRT)                               | 1                |
| Belgium Belgian Singles Chart (Humo)                              | 1                |
| Európa Eurochart Hot 100 Singles                                  | 1                |
| Kanada Canadian Adult Contemporary Chart                          | 2                |
| Finnország Finnish Singles Chart                                  | 2                |
| Írország Irish Singles Chart                                      | 3                |
| Hollandia Dutch Top 30 National Hitparade Singles Chart           | 3                |
| Hollandia Dutch Top 40 Singles Chart                              | 4                |
| Egyesült Királyság Brit kislemezlista                             | 4                |
| Svájc Swiss Singles Chart                                         | 6                |
| Ausztrália Australian Singles Chart                               | 7                |
| Kanada Canada Top 50 Singles                                      | 12               |
| Németország German Singles Chart (Sales)                          | 10               |
| Ausztria Austrian Singles Chart                                   | 13               |
| Amerikai Egyesült Államok Cashbox Top 100 Singles                 | 16               |
| Amerikai Egyesült Államok Record World                            | 17               |
| Mexikó Mexican Singles Chart                                      | 17               |
| Japán Top 100 Oricon Singles Chart                                | 18               |
| Amerikai Egyesült Államok Billboard Hot 100                       | 19               |
| Franciaország French Singles Chart                                | 26               |
| Új-Zéland New Zealand Singles Chart                               | 27               |
| Amerikai Egyesült Államok Billboard Hot Adult Contemporary Tracks | 41               |

### Év végi összesítések
| Slágerlista (1979)        | Helyezések |
| ------------------------- | ---------- |
| Ausztrália                | 70         |
| Kanada                    | 52         |
| Egyesült Királyság        | 43         |
| Amerikai Egyesült Államok | 132        |

## Feldolgozások
- 1992-ben az Éva-Neoton készített egy magyar nyelvű változatot, mely az ABBA-slágerek magyarul c. albumon jelent meg Does Your Mother Know – Mit szólna az édesanyád címmel.[9]
- 1996-ban az Ash nevű ír rockzenekar saját változata jelent meg az ABBA: A Tribute – The 25th Anniversary Celebration című albumon, valamint az Evening Sessions Priority Tunes albumon is szerepel.
- 1997-ben a San Francisco Gay Men Kórus felvette a dal saját változatát, mely megjelent ExtraABBAganza! albumukon is.[10]
- 1997-ben az ausztrál indie csapat – Smudge – feldolgozása Mo' Poontang című albumukon jelent meg.
- 1999-ban az ír B*Witched saját változatát vette fel az Abbamania című albumra, illetve elő is adták a dalt a televízióban. A következő ABBAmania 2 című albumon a brit színész Will Mellor adta elő.
- 2001-ben a svéd ska zenekar, Liberator vette fel saját változatát, mely Soundchecks 95-00 című albumán található.
- 2002-ben a punk-rock csapat The Restarts készítette el saját feldolgozását, mely Slumworld című albumukon is hallható.[11]
- 2006-an a Rajaton nevű finn együttes vette fel saját változatát a Rajaton Sings ABBA With Lahti Symphony Orchestra című albumukra.
- A kanadai acapella együttes Streetnix vette fel a dalt saját feldolgozásukban.
- A hi-NRG / Eurodance csapat Boys & Girls jelentette meg saját változatát egy válogatás albumon.

## Megjelenés egyéb médiában
- A Does Your Mother Know című dal 2003-ban hallható volt a Johnny English filmben, ahol Rowan Atkinson volt a főszereplő, aki a fürdőszobában énekelte a dalt. Előtte elhangzott egy rövid részlet a Thank You For the Music című dalból is.
- A dal elhangzik a Mamma Mia! című filmben is, amit a Tanyát megformázó színésznő, Christine Baranski énekel. A dalt akkor énekli, amikor Tanya egy sokkal fiatalabb barátnak, Sky-nak válaszol, amikor ő flörtölni kezd vele.
- Eoghan Quigg 2008-ban a The X Factor versenyzőjeként élőben előadta a dalt, mivel ez a kedvenc dala. A dal Quigg 2009-es albumán – Eton Road – is szerepel.
- Az angol rapper, Dizzee Rascal is elénekelte a dalt saját turnéján.